# Pinhel
Pinhel is een gemeente in het Portugese district Guarda.
De gemeente heeft een totale oppervlakte van 485 km² en telde 10.954 inwoners in 2001. Op het grondgebied van de gemeente bevindt zich de beroemde prehistorische rotskunst in de Coa Vallei en de Siega Verde

## Plaatsen in de gemeente
| - Alverca da Beira - Atalaia - Azevo - Bogalhal - Bouça Cova - Cerejo - Cidadelhe - Ervas Tenras - Ervedosa | - Freixedas - Gouveias - Lamegal - Lameiras - Manigoto - Pala - Pereiro - Pinhel - Pínzio | - Pomares - Póvoa de El-Rei - Safurdão - Santa Eufêmia - Sorval - Souro Pires - Valbom - Vale de Madeira - Vascoveiro |